# Untermatt

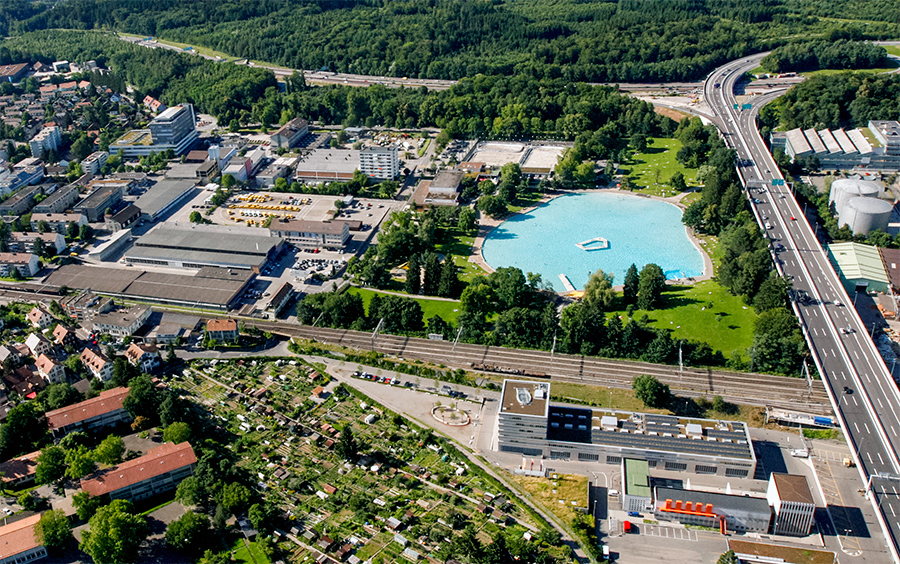
Das Weyermannshaus aus der Vogelperspektive

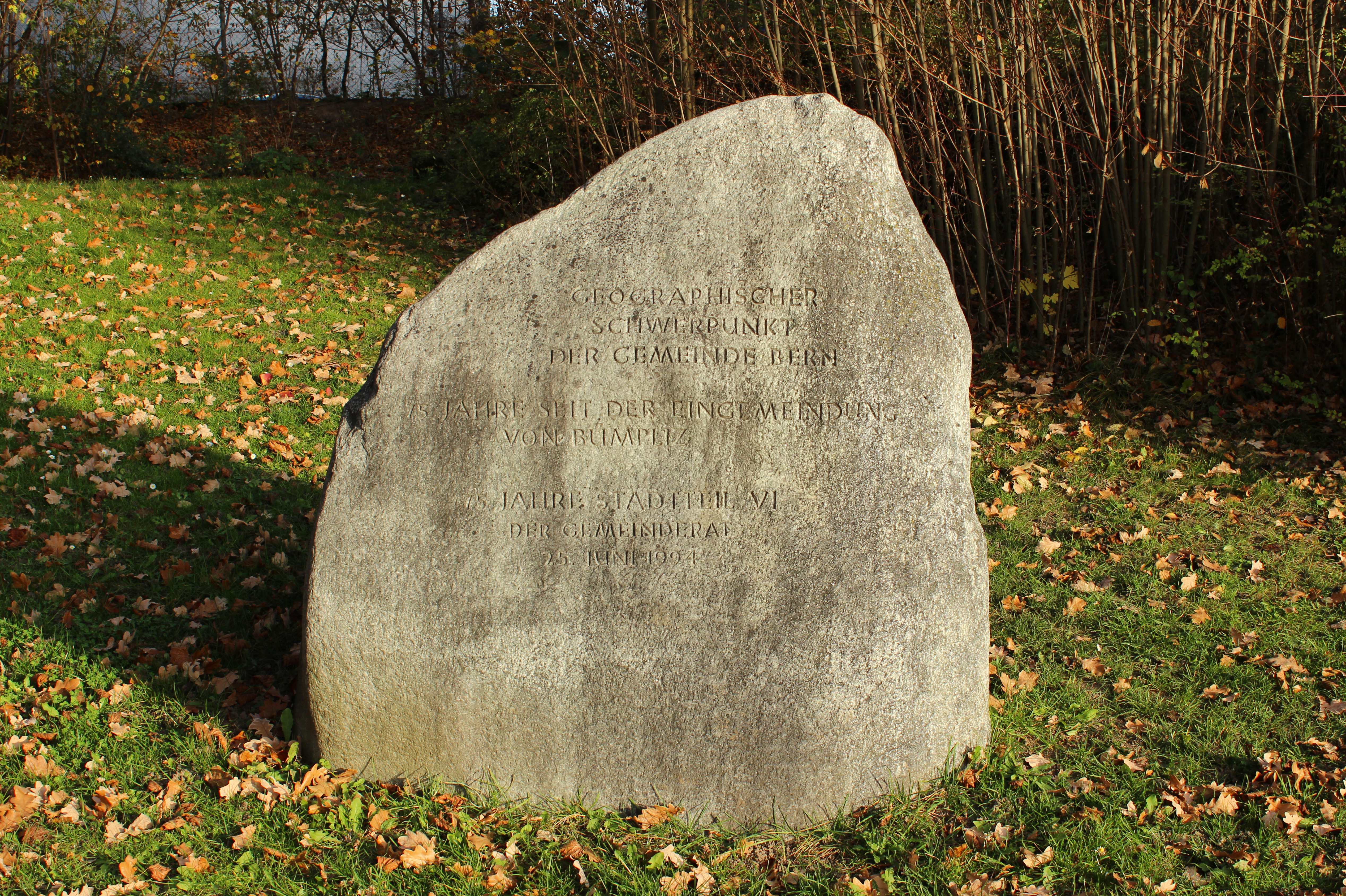
Gedenkstein 75 Jahre Eingemeindung Bümpliz am Ort des geografischen Schwerpunktes der Gemeinde Bern

Die Untermatt ist ein Quartier der Stadt Bern. Es gehört zu den 2011 bernweit festgelegten 114 gebräuchlichen Quartieren und liegt im Stadtteil VI Bümpliz-Oberbottigen, dort im statistischen Bezirk Bethlehem. Angrenzende gebräuchliche Quartiere sind Stöckacker, Schwabgut, Blumenfeld, Altes Bethlehem sowie Weyermannshaus aus dem Stadtteil III. Im Norden grenzt es an den Grossen Bremgartenwald.
Im Jahr 2022 betrug die Wohnbevölkerung 1926 Personen, davon 701 Schweizer und 1225 Ausländer.

## Gliederung und Wohnbebauung
Die Wohnbebauung befindet sich im Westen des Quartiers, zentral liegt ein Gewerbegebiet. Der Hausbestand besteht im Wesentlichen aus älteren Reihenhäusern.
Die Planung einer neuen Grossüberbauung Weyermannshaus West (800 bis 1000 Wohnungen) liegt eigentlich auf der Untermatt westlich vom Bad Weyermannshaus. Das Areal sei, wie die Berner Zeitung schreibt, heute kein Idyll. Gewerbebetriebe, Werkstätten und Parkplätze seien unkoordiniert angeordnet. Das Gewerbegebiet soll sich zu einem dichten, urbanen Stadtgebiet mit hohem Wohnanteil wandeln. Das geplante Areal soll aber auch Gewerbegebiet bleiben. Das Projekt wird vom Quartierverein kritisiert. 70 % des Wohnraumes sei auf Gutverdienende ausgerichtet, was den Bedürfnissen widerspreche. Nur rund ein Drittel der Wohnungen soll preisgünstig sein.

## Kultur, Bildung und Sport
Das Schwimmbad Weyermannshaus, (berndeutsch Weyerli) ist gemessen an der Wasserfläche des Hauptbeckens von 16'000 Quadratmetern das grösste Freibad der Schweiz, gemessen am Volumen von 25'000 Kubikmetern das grösste in Westeuropa. Dazu gibt es ein Hallenbad, ein Restaurant sowie eine Eisbahn.
Im Jahr 2021 bis Mai 2022 wurde das Freibad saniert, der Baukredit betrug 88 Millionen CHF. Ab 2025 soll das Hallenbad neu gebaut werden, wo sich oben das Hallenbad und im Untergeschoss die Eisbahn befinden sollen. Obwohl 1971 eröffnet, sei der aktuelle bauliche Zustand schlecht.
Im Schwimmbad befindet sich ein Stein am Ort des «geografischen Schwerpunkts» der Gemeinde Bern, der am 25. Juni 1994 gesetzt wurde und an die 75-jährige Eingemeindung von Bümpliz erinnert.
Der Treffpunkt Untermatt ist ein Begegnungsort im Quartier. Er bietet Beratung, Raumvermietung, Kindertreff, Spielgruppen, Sprachkurse, Aufgabenhilfe, Kurse, Schreibstube sowie Gastro-Angebote. Futurina als Projekt der Vereinigung Berner Gemeinwesenarbeit (VBG) und der Stadt Bern fördert Kinder (ab vier Jahren) in den Quartieren Untermatt, Stöckacker und Schwabgut durch Veranstaltungen und Vernetzung mit anderen Angeboten (Zusammenarbeit zwischen Familien, Schulen und verschiedenen Organisationen im Quartier).

## Verkehr

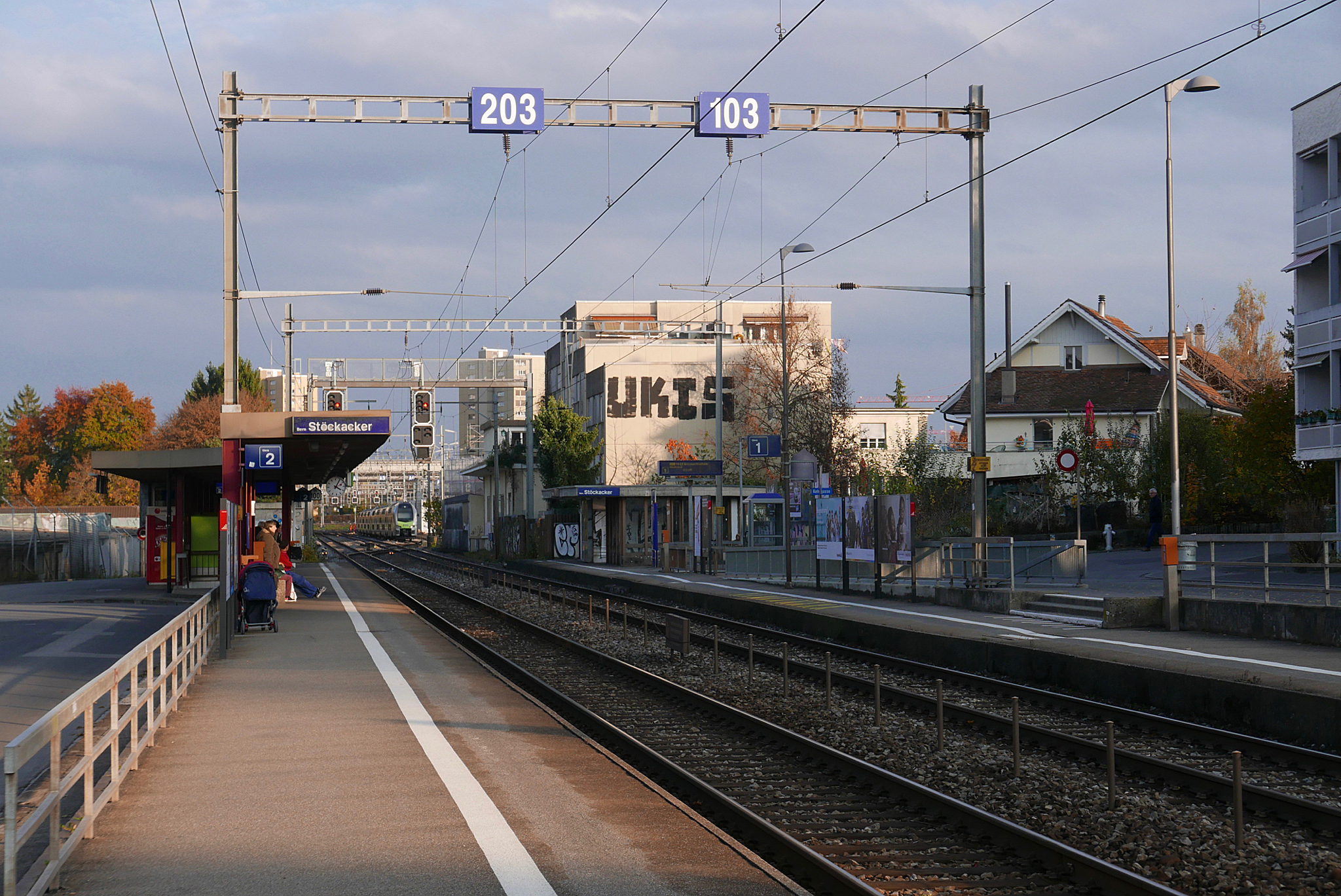
Bahnhof Stöckacker

Vom nahen Bahnhof Stöckacker verkehren die von der BLS betriebenen S-Bahnen S 52 ab Kerzers sowie die S 51 ab Bern Brünnen Westside nach Bern Bahnhof. Die Postautolinie 101 verbindet das Quartier mit dem Zentrum. Der Bus 27 verkehrt tangential zwischen Niederwangen-Bahnhof und Weyermannshaus Bad. Die Autobahn A1 ist über die Ausfahrt Bern-Bethlehem schnell erreichbar.